# نمایش قرون وسطایی

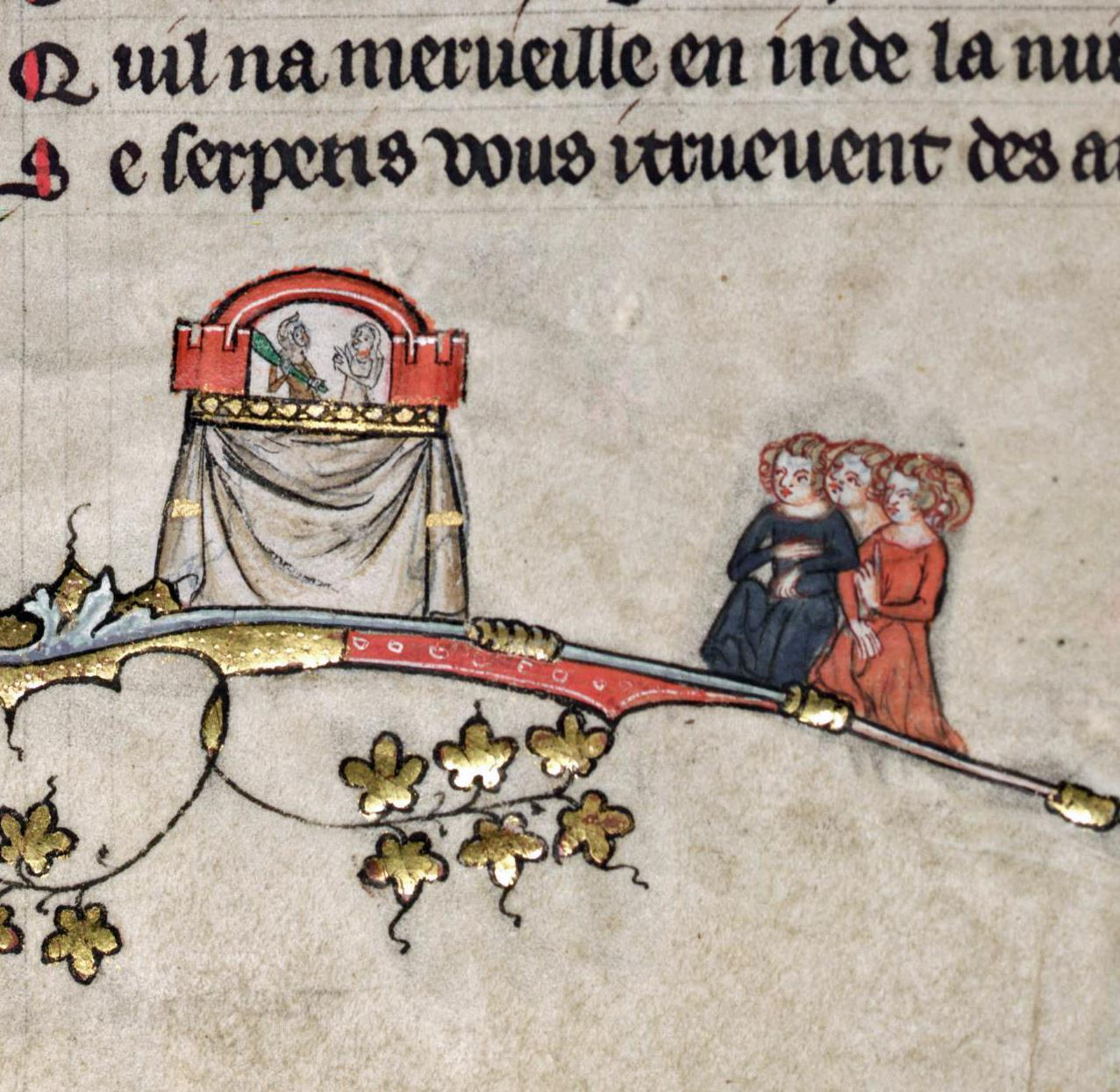
نمایش قرون وسطایی یا تئاتر قرون وسطی

نمایش قرون وسطایی یا تئاتر قرون وسطی عبارت است از نمایش‌هایی که از سقوط امپراتوری روم غربی تا رنسانس در اروپا مرسوم بوده است.

## متن‌های نمایشی
نمونه‌هایی از متن‌های نمایشی سده‌های میانی پایانی در دست است که ما را با شیوه‌های نمایش‌های آن روزگار آشنا می‌سازد؛ از جمله نمایشنامهٔ انگلیسی آدمیزاد.